# Parque nacional Picos Pionero
Picos Pionero es un parque nacional de Queensland (Australia), ubicado a 833 km al noroeste de Brisbane.

## Datos
- Área: 18,40 km²
- Coordenadas: 20°59′02″S 148°55′26″E / -20.98389, 148.92389
- Fecha de Creación: 1992
- Administración: Servicio para la Vida Salvaje de Queensland
- Categoría IUCN: II